# Universidad Agrícola de Tirana
La Universidad Agrícola de Tirana (en albanés: Universiteti Bujqësor I Tiranës) es una universidad pública ubicada en Tirana, Albania. Ofrece educación en agronomía, veterinaria, silvicultura, ecología, agronegocios y materias similares.

## Historia

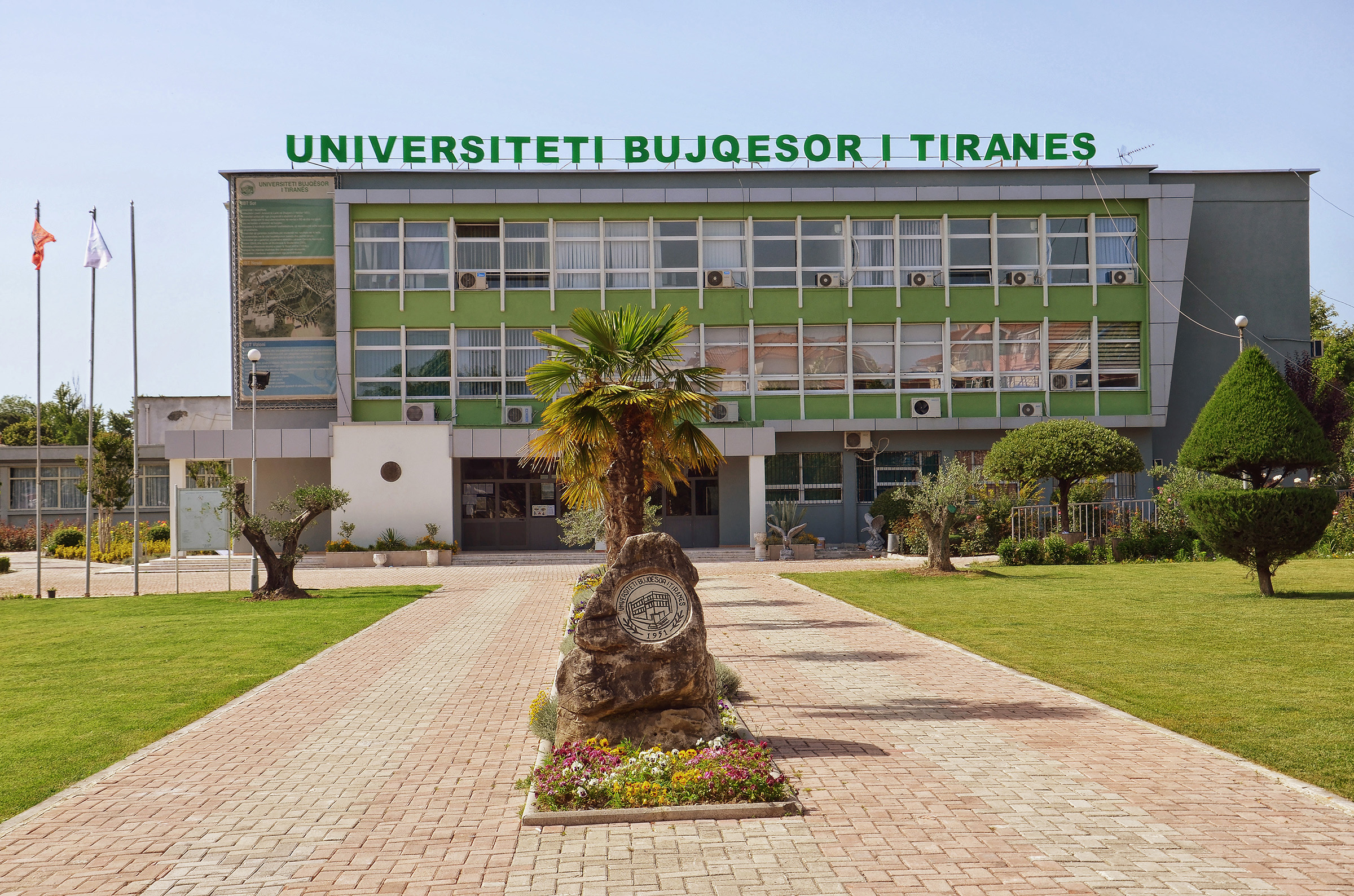
Sede de UBT en Kamez, Tirana, Albania

AUT fue creada en 1951. Primero se llamó "Instituto Superior de Agricultura" (en albanés: Instituti i Lartë Bujqësor). Recibió su nombre actual en 1991.
Hoy en día es el único centro en Albania para estudios de pregrado y posgrado, investigación científica, formación y extensión en el área de la agricultura y la alimentación (Agronomía, Horticultura y Protección Vegetal, Agroindustria, Economía y Política Agraria, Medio Ambiente y Recursos Naturales, Tecnología Agroalimentaria, Ganadería y Negocios, Acuicultura y Gestión Pesquera, Ingeniería Forestal, Medicina Veterinaria, etc.).

### Tragedia de Llogara
La tragedia de Llogara se refiere a un accidente de autobús y helicóptero cerca de Himarë, Albania. El 22 de noviembre de 1989, un autobús que transportaba estudiantes de la universidad cayó de un barranco y se estrelló a lo largo de la carretera montañosa entre Himara y Vuno, en Albania. Como resultado, las autoridades albanesas enviaron dos helicópteros para transportar a las víctimas de regreso a Tirana. Sin embargo, las condiciones meteorológicas se estaban deteriorando con una densa niebla en la zona. A pesar de tal contratiempo, los pilotos decidieron volar de regreso a Tirana con las víctimas, solo para estrellar sus helicópteros en la ladera de una montaña cerca de Vuno y Llogora respectivamente, matando a todas las personas a bordo.

## Académicos y tamaño
Cada año, alrededor de 15.000 estudiantes comienzan sus estudios en la Universidad Agrícola de Tirana. El personal académico actual está compuesto por 55 profesores, 48 profesores asociados, 55 doctores, 13 pedagogos y 64 asistentes.

## Facultades y departamentos
La UBT comprende las siguientes facultades:
- Facultad de Agricultura y Medio Ambiente (en albanés: Fakulteti i Bujqësisë dhe Mjedisit)
- Facultad de Economía y Agronegocios (en albanés: Fakulteti i Ekonomisë dhe Agrobiznesit)
- Facultad de Ciencias Forestales (en albanés: Fakulteti i Shkencave Pyjore)
- Facultad de Medicina Veterinaria (en albanés: Fakulteti i Mjekësisë Veterinare)
- Facultad de Biotecnología y Alimentación (en albanés: Fakulteti i Bioteknologjisë dhe Ushqimit)[2]

## Profesores notables
- Pirro Dodbiba
- Mentor Përmeti
- Niko Qafzezi
- Andrea Shundi
- Myqerem Tafaj